# Bride 13
Bride 13 er en amerikansk stumfilm fra 1920 af Richard Stanton.

## Medvirkende
- Marguerite Clayton
- John B. O'Brien som Lt. Bob Norton
- Gretchen Hartman som  Zara
- Arthur Earle
- Lyster Chambers som Stephen Winthrop
- Mary Christensen
- Justine Holland
- Dorothy Langley
- Mary Ellen Capers
- Martha McKay
- Helen Johnson
- Leona Clayton
- Florence Mills
- W. E. Lawrence